# Mongolský kůň

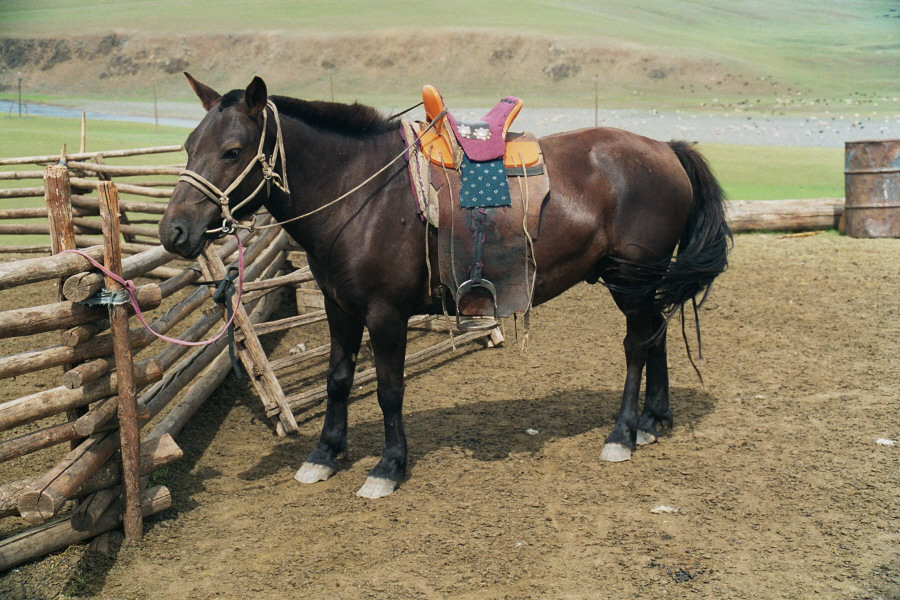
Mongolský kůň s tradičně zdobeným sedlem a hřívou

Mongolský kůň je primitivní a velmi staré plemeno koně původem z Mongolska.

## Historie
Toto plemeno archaického koně žije v Asii, hlavně v Mongolsku, ale také v Tibetu a severovýchodní Číně. Do východní Evropy se dostal už v 13. století v době mongolských nájezdů. Byl časem smíchán s jinými plemeny (vč.koně Převalského) a tak se vyskytuje s řadou odlišností. Vyvinuly se tak typy označené jako wučumusin, hailar, saňo, sanpei a ili.

## Stavba těla
Výška v kohoutku je 129-145cm a bývá označován jako pony, obvod hrudi bývá kolem 150 cm. Má hustou srst, která přes zimu narůstá, oči jsou malé, uši krátké. Zbarvení a velikost se u typů liší.

## Využití
Žije hlavně v Mongolsku, jako divoký či polodivoký kůň. Využívá se hlavně jako soumar, málo již k jízdě, ale dnes spíš na mléko (kumys), sýry a maso.